# لعبادلة (سيدي يحيى زعير)
لعبادلة هي إحدى مشيخات المملكة المغربية، تتبع جغرافيا لعمالة الصخيرات تمارة وإداريًا لسيدي يحيى زعير. يقدر عدد سكانها بـ 2326 نسمة حسب الإحصاء الرسمي للسكان والسكنى لسنة 2004.